# Aid for Trade
Aid for Trade ist eine Initiative der Welthandelsorganisation für den Ausbau von Handelskapazitäten.
Das Hauptaugenmerk liegt dabei auf der Unterstützung von Entwicklungsländern und am wenigsten entwickelten Länder, sodass diese ihre Infrastruktur und ihr Handelsvolumen steigern können.

## Entstehung
Aid for Trade wurde bei der 6. Ministerkonferenz der Welthandelsorganisation in Hongkong 2005 ins Leben gerufen, und 2007 begann die WTO die Implementierung von Empfehlungen einer entsprechend eingesetzten Arbeitsgruppe.

## Maßnahmen
Die WTO arbeitet im Bereich der Initiative in dem Maße, dass sie um Gelder von verschiedenen Staaten und Organisationen wirbt, die Umsetzung von Projekten bewertet und beim Aufbau nationaler Entwicklungsstrategien hilft.
Die Vereinten Nationen schätzten, dass 2017 der Wert der Aid-for-Trade-Maßnahmen 43 Milliarden USD überschritten hat, insgesamt seien von 2006 bis 2017 so 409 Milliarden USD investiert worden. 2020 seien knapp 50 Milliarden verteilt worden, von denen fast die Hälfte an Projekte gegangen seien, die entweder die Gleichberechtigung von Frauen oder den Umweltschutz zum Thema hatten.

Offizielle Zahlen nach Geber

Die drei größten Geberländer der Initiative sind Deutschland, die USA und Japan. Insgesamt mit etwa 38 % des Volumens ist der größte Geber die Europäische Union zusammen mit ihren Mitgliedsstaaten. Die EU erlässt dabei auch auf der Initiative aufgebaute Strategiepapiere.
Dabei arbeitet die WTO mit zahlreichen Organisationen zusammen, so unter anderem dem International Trade Centre, der OECD, UNCTAD, dem Entwicklungsprogramm der Vereinten Nationen, dem Internationalen Währungsfonds, der Weltbank und weiteren.
Der OECD kommt dabei eine besondere Rolle bei der Beobachtung der durch Aid for Trade erzeugten Entwicklungen zu.

Ausgeschüttete Gelder nach Empfänger

Im Jahre 2020 gingen die meisten Gelder an Indien, Ägypten, Äthiopien, Kenia und Vietnam.

## Global Review
In der Laufzeit des Programmes organisiert die WTO alle zwei Jahre sogenannte Global Reviews. In diesen wird der Fortschritt des Programmes begutachtet und es werden neue Zielrichtungen entwickelt. Mit Ausnahme von 2021, wo nur ein verkürztes Treffen stattfand, fand seit 2007 alle zwei Jahre eine solche Konferenz statt.

### Achte Konferenz 2022
Vom 27. bis 29. Juli 2022 fand in Genf die achte dieser Konferenzen statt. Sie wurde im Lichte der Corona-Pandemie und der starken Inflation, welche für viele Staaten ein Problem darstellt, organisiert. Ebenso standen der Krieg in der Ukraine und die Lebensmittelsicherheit im Fokus der Konferenz, ähnlich zu der 12. Ministerkonferenz der Welthandelsorganisation einen Monat zuvor. Die WTO sah in diesem Global Review auch die Aufgabe, die Rolle von Aid for Trade zur ökonomischen Unterstützung von Frauen, für die nachhaltige Entwicklung und für die digitale Welt zu diskutieren. Die WTO ist aufgrund ihrer Daten überzeugt, dass alleine der Abbau von gewissen Zöllen die globalen CO2-Emissionen bereits um 0,6 % reduzieren kann. Auch soll die Zusammenarbeit mit privaten Organisationen erhöht werden.

## Vereinte Nationen Nachhaltigkeitsziele – Entwicklung
Aid for Trade ist in den 17 Zielen für nachhaltige Entwicklung der Vereinten Nationen enthalten. In Punkt 8.a., welcher Teil des achten Zieles ist, steht Increase Aid for Trade support for developing countries, in particular, least developed countries, including through the Enhanced Integrated Framework for Trade-related Technical Assistance to Least Developed Countries.